# Wyjątek z listu z Krakowa
Wyjątek z listu z Krakowa – korespondencja Cypriana Kamila Norwida z 1842 dla Biblioteki Warszawskiej.

## O artykule
Wyjątek z listu z Krakowa jest pierwszą i ostatnią zarazem korespondencją, obiecaną przez Norwida redakcji Biblioteki Warszawskiej. Tekst powstał pomiędzy 3 a 8 czerwca 1842, ukazał się w lipcowym numerze pisma.
Na wstępie Norwid wspomina odbytą niedawno procesję Bożego Ciała, zwyczaj hasania z konikiem zwierzynieckim, i trwające wybory króla kurkowego, po czym przechodzi do kroniki wystaw malarskich. Chwali krajobrazy Jana Nepomucena Głowackiego, zwłaszcza jego Morskie Oko. Zaleca niedokończonych Machabeuszów Stattlera oraz drugi jego obraz, ledwo zaczęty, na którym królowa Jadwiga zasłania swą szatą młodego kotlarczyka, który chcąc okazać swą gotowość do poświęceń, skoczył do Wisły i utonął, skąd poszła tradycja zasłaniania zmarłych kotlarzy krakowskich płaszczem królowej. Pracujący w rzeźbie odwzorowują w gipsie posągi z katedralnych grobowców. Pan Kremer dba o zabytki Krakowa. A spod prasy właśnie zeszedł czwarty tom Literatury Wiszniewskiego, obejmujący historię Akademii Krakowskiej od 1400 do czasów Zygmunta Starego. Pan E. W. nadal pisze wiersze, a pan Konopka zbiera podania ludowe.